# Hrabstwo Brookings
Hrabstwo Brookings (ang. Brookings County) – hrabstwo w stanie Dakota Południowa w Stanach Zjednoczonych. Obszar całkowity hrabstwa obejmuje powierzchnię 804,76 mil² (2084,32 km²). Według szacunków United States Census Bureau w roku 2009 miało 30 056 mieszkańców.
Hrabstwo powstało w 1892 roku. Na jego terenie znajdują się następujące gminy (townships):  Afton, Alton, Argo, Aurora, Bangor, Brookings, Elkton, Eureka, Lake Henricks, Lake Sinai, Laketon, Medary, Oak Lake, Oakwood, Oslo, Parnell, Preston, Richland, Sherman, Sterling, Trenton, Volga, Winsor.

## Miejscowości

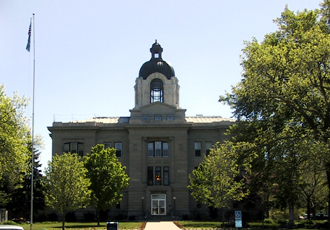
Budynek administracji (courthouse) w Brookings

- Arlington
- Aurora
- Brookings
- Bruce
- Bushnell
- Elkton
- Sinai
- Volga
- White